# Jacques Lancelot
Jacques Lancelot (Rouen, França, 24 d'abril de 1920 - 7 de febrer de 2009) va ser un clarinetista clàssic francès.
Va estudiar al conservatori de Caen amb Fernand Blachet, i al Conservatori de París amb Auguste Périer i Oubradous Fernando, on es va graduar en 1939. Se'l considera un exponent de la tradicional Clarinet Escola Francesa amb un so clar i transparent.
Durant molts anys va ser professor de clarinet al Conservatori de Rouen, així com en el Conservatoire National Supérieur de Musique de Lió i en el "l'Académie Internationale de Nice". Sovint es va exercir com a membre del jurat en el Concurs de Ginebra i el Conservatori de París. Era un solista en el famós Concerts Lamoureux i la Guàrdia Republicana, així com un membre de la "A Quintet de ventilació Français", amb:
- Jean-Pierre Rampal, flauta
- Pierre Pierlot, oboè
- Gilbert Coursier, banya
- Pau Hongne, fagot

Li va donar la primera representació del clarinet concert difícil famós per Jean Françaix dels quals, el 1976, en el seu llibre Clarinet, Jack Brymer va escriure: "Una obra per al futur, possiblement, quan l'instrument s'ha desenvolupat més o la mà humana ha canviat. En l'actualitat, els seus rotllets en la clau dels principals B estan més enllà de qualsevol músic, però el treball és un repte que val la pena, i l'A-clarinet probablement la resposta."
A més, ha donat a les estrenes d'obres de Jean Rivier, Calmel Roger, Beugnot Bernard i altres. Un concurs de clarinet va ser nomenat: "La competència Jacques Lancelot".
Tenia una àmplia discografia en Erato i King Records. Va ser nomenat membre honorari de l'Associació Internacional de Clarinet.